# Shaunzinski Gortman
Shaunzinski Toronnie Gortman (Columbia, 7 dicembre 1979) è un'ex cestista statunitense, professionista nella WNBA.

## Carriera
È stata selezionata dalle Charlotte Sting al primo giro del Draft WNBA 2002 (9ª scelta assoluta).